# 长柄垂头菊
长柄垂头菊（学名：Cremanthodium petiolatum）是菊科垂头菊属的植物，为中国的特有植物。分布在中国大陆的西藏等地，生长于海拔4,500米的地区，一般生于高山水边，目前尚未由人工引种栽培。